# Григорій Єремієв
Григорій Іванович Єремієв (*д/н —після 1684) — український політичний та військовий діяч, кошовий отаман Війська Запорізького. Учасник військових кампаній на Буковині.

## Життєпис
Про дату і місце народження нічого невідомо. Наприкінці жовтня або на початку листопада 1682 року, довідавшись про умови Бахчисарайського договору козаки позбавили влади кошового отамана Василя Олексієнка, поставивши замість нього Єремієва.
Григорій Єремієв негайно сповістив про своє обрання гетьмана Івана Самойловича, користуючись нагодою, повідомив, що до Запоріжжя прибилося чотири родини волохів, які не забажали жити на території Кримського ханства. Це було пов'язано з домовленістю, котра існувала у гетьмана з попередніми кошовими отаманами стосовно інформування гетьманського уряду про появу на Січі чужинців. В цей же час на Січ прибув гонець короля Яна III Собеського, якийсь шляхтич Ворона. Але про нього Єремієв на повідомив Самойловича. Втім той довідався про Ворону й став вимагати у кошового надіслати польську інструкцію, що розповсюджувалась серед козаків.
Єремієв спрямував до Самойловича свого представника Опанаса Губу з кількома козаками. Але привезли вони гетьманові не королівську інструкцію, якої той нетерпляче чекав, а волохів, які перейшли на козацьку територію. Не віддавав інструкцію кошовий тому, що дав таку обіцянку королю.
Натомість гетьман повідомив кошовому, що цар Петро I надіслав йому 50 половинок сукна. Але він, гетьман, сам вирішуватиме: передавати це сукно козакам, чи ні. Умова одна: кошовий присилає гінця з королівською інструкцією, а гетьман йому з тим же гінцем — сукно. Єремієв, порадившись зі старшиною, відповів, що передати «інструкцію та знадні листи» він, без згоди всього війська, не може. А воно згоди такої не дає.
Наприкінці липня 1683 року кошовий спорядив до Москви поважну делегацію, яку очолив колишній кошовий Трохим Волошанин. Делегація просила платні, пороху, свинцю і царського листа турецькому султану, в якому наполягалося б на дозволі для козаків вільно ходити підлеглими султану і ханові територіями, добуваючи для себе рибу і сіль. 7 серпня 1683 року вийшла така грамота, в якій цар обіцяв задовольнити прохання запорожців, але за однієї умови — що кошовий передасть до Москви «королівську Інструкцію». Проте знову Єремієв відповів, що «Інструкцію» вони не надішлють, навіть якщо доведеться предстати перед світом цілковитими обірванцями. З цього моменту гетьман намагався за всяку ціну нашкодити кошовому та запорожцям.
4 жовтня 1683 року кошовим було укладено угоду з кліром Межигірського Спасо-Преображенського монастиря про підпорядкування йому запорізької церкви і автономію церкви Покрови, а також призначення монастирем у цю церкву священиків і ченців щороку для богослужіння. Одночасно було вирішено, що приймати антімінси і святе миро, завжди необхідне для помазання неправославних християн, які постійно поступали у Запорожжя і перехрещувалися у православні, а також для новозбудованих церков і каплиць, тільки з київської митрополії через посередництво Межигірського монастиря.
У травні 1684 року до кошового Григорія Єремієва прибувають два посли короля Яна III — шляхтичі Порадовський і Мондженовський, які привезли 1000 злотих, багато сукна. Король просив козаків приєднатися до польсько-імперського війська, аби спільно виступити проти османів і кримського хана, а також надати його комісарам провідників, аби ті змогли потрапити на землі калмиків. Кошовий, у свою чергу, побоюючись, щоб поляків та козаків супроводу не перехопили московити, відрядив спільного, від Січі та Речі Посполитої, гінця — козака Грицька до донських козаків з проханням об'єднатися з січовим товариством і разом виступити проти турків. А вже з Дону гонець Січі у супроводі донців перебрався до калмиків.
Дізнавшись, що запорожці не лише самі готові з'єднатися з поляками, але й підбивають на це їх підданих, донців та калмиків, московські царі Іван V і Петро I суворо наказали донським козакам схопити козака Грицька і разом з листом негайно припровадити до Москви, а донським козакам і калмикам не виступати проти османів і кримських татар. Втім Грицька не віддали, він привів 200 донців і 70 калмиків до польських комісарів. Єремієв сформував загін запорожців й, прийнявши під своє командування донців та калмиків, особисто повів своє воїнство на допомогу польському королю.
Впродовж 1685 року запорожці воювали на боці Речі Посполитої та Священної Римської імперії на Буковині, під загальним командуванням коронного гетьмана Речі Посполитої Станіслава-Яна Яблоновського. Проте тоді Єремієв вже не був кошовим отаманом.